# Orinoco Flow
Orinoco Flow, conosciuto anche come Sail Away, è un singolo della cantante irlandese Enya, pubblicato il 15 ottobre 1988 come primo estratto dal secondo album in studio Watermark.

## Descrizione
Prodotto raffinato di musiche composte dalla stessa Enya e testo dell'inseparabile paroliera Roma Ryan, la canzone, con il suo ritmo incalzante e le sue sonorità esotiche ottiene uno straordinario successo, facendo esplodere il fenomeno Enya nel mondo e portando ad un successo inaspettato il secondo album in studio della cantante irlandese, Watermark.
La canzone è stata l'ultima composta per l'album, nata come espressione naturale di gioia e gratitudine nei confronti del direttore generale della Warner Brothers Music UK Rob Dickins e del produttore Ross Cullum, entrambi citati nel testo del brano. La lavorazione ha richiesto un intenso lavoro di arrangiamento, soprattutto per le tonalità esotiche che caratterizzano la parte musicale.
Nel 1998 il singolo fu remixato per festeggiare il decimo anniversario. La canzone era molto popolare nei primi anni novanta e fu inserita in molte compilation di musica pop.
La divisione delle sillabe per seguire il ritornello può trarre in inganno l'ascoltatore, pensando che il testo sia in latino (come lo sono molte canzoni di Enya), ma in realtà la lingua è inglese.
Il titolo della canzone si riferisce infatti allo studio di Londra dove fu registrato, invece che al fiume Orinoco del Venezuela, anche se è un deliberato doppio riferimento.
Nel 2009 viene pubblicato in versione rimasterizzata nell'edizione deluxe del secondo Greatest Hits della cantante, The Very Best of Enya.
Risulta al giorno d'oggi fra i brani più popolari e conosciuti della cantante irlandese, soprattutto per l'ampio utilizzo in colonne sonore e soundtrack musicali televisivi.

### Luoghi citati nella canzone (in ordine di menzione)
- Fiume Orinoco,  Venezuela
- Tripoli,  Libia
- Mar Giallo,  Cina
- Bissau,  Guinea-Bissau
- Palau
- Avalon, isole britanniche
- Figi
- Tiree,  Scozia (Regno Unito)
- Ebony, Kent,  Inghilterra (Regno Unito)
- Perù
- Cebu,  Filippine
- Babilonia,  Iraq
- Bali,  Indonesia
- Cali,  Colombia
- Mar dei Coralli,  Australia
- Ebridi,  Scozia (anche nome di una successiva canzone di Enya, appunto Ebudae, ovvero Ebridi)
- Khartoum,  Sudan
- Mar Nubium, sulla Luna, possibilmente Monte Huangshan,  Cina
- Isola della Luna,  Madagascar
- Ross Dependency,  Antartide

## Successo commerciale
Il brano è arrivato primo in Svizzera per 5 settimane, in Irlanda per 4 settimane, nei Paesi Bassi e nella Official Singles Chart per 3 settimane.

## Video musicale
Nel videoclip, Enya indossa un vestito bianco ed è immersa nella flora e fauna venezuelane, ricorrenti sono le figure di animali, fiori, correnti e cascate che delineano un ambiente suggestivo attorno alla cantante e, durante il ritornello, si scorge l'immagine di una nave, che evidenzia il tema del viaggio.
Caratterizza il video un effetto pastello che sarà utilizzato anche per altri video di Enya.

## Tracce
3" CD, 12" Vinile (1988)
1. Orinoco Flow – 4:25
2. Smaoitím... – 6:07
3. Out of the Blue – 1:23

7" Vinile (1988)
1. Orinoco Flow (Edit) – 3:43
2. Out of the Blue – 1:23

CD (1998)
1. Orinoco Flow (Edit) – 3:43
2. Hope Has a Place – 4:44
3. Pax Deorum – 4:58

## Classifiche

### Classifiche settimanali
| Classifica (1988-89) | Posizione massima |
| -------------------- | ----------------- |
| Europa               | 1                 |
| Australia            | 6                 |
| Austria              | 8                 |
| Francia              | 16                |
| Germania             | 2                 |
| Irlanda              | 1                 |
| Italia               | 20                |
| Norvegia             | 5                 |
| Nuova Zelanda        | 2                 |
| Paesi Bassi          | 1                 |
| Regno Unito          | 1                 |
| Svezia               | 2                 |
| Svizzera             | 1                 |
| Stati Uniti          | 24                |

### Classifiche di fine anno
| Classifica (1988) | Posizione |
| ----------------- | --------- |
| Paesi Bassi       | 23        |
| Classifica (1989) | Posizione |
| Australia         | 43        |
| Canada            | 60        |
| Svizzera          | 19        |

## Cover e citazioni
- Nel 2003 il cantante Angelo Branduardi, noto per la frequente elaborazione di melodie rinascimentali e barocche per le proprie canzoni, riveste la canzone Lo straniero contenuta nell'album Altro ed altrove con un arrangiamento smaccatamente simile a quello di Orinoco Flow[21].
- Il gruppo Celtic Woman ha realizzato una cover della canzone inserita nel loro album di debutto del 2005, Celtic Woman. Il brano è stato in seguito interpretato dai Libera, un gruppo inglese di voci bianche maschili.
- Nel corso della terza edizione italiana del talent show X-Factor, le Yavanna hanno interpretato la canzone in un'inedita versione al pianoforte.
- Nell'episodio Strega a dieta della prima stagione del telefilm americano Cougar Town, la canzone è di sottofondo a delle scene ironiche.
- La canzone è stata utilizzata nel film Shrek e vissero felici e contenti (2010).
- Ha ricevuto un incremento della popolarità dopo aver accompagnato un spot americano della Volkswagen.
- Frequentemente utilizzato per spot pubblicitari e documentari, il brano è ormai entrato a far parte della cultura popolare.
- La canzone è stata utilizzata anche da David Fincher in una scena chiave del film Millennium - Uomini che odiano le donne (2011).
- Nel 2018 il cantante Auroro Borealo pubblica una cover di Orinoco Flow nel suo disco Sappi che ti ho sempre voluto bene.[22]
- Viene riprodotta in una versione modificata sulle navi da crociera della compagnia tedesca AIDA Cruises (e per un breve periodo anche sulle navi della sua società controllante Costa Crociere) quando la nave salpa da un porto.

## Premi
- World Music Awards: Video musicale dell'anno[23]